# Alex Thomas
Alex Thomas, známý také pod pseudonymem Earl Shilton, (* 10. října 1977 Lutterworth) je anglický multiinstrumentalista, známý hlavně jako bubeník.
V devadesátých letech působil ve skupině Groop Dogdrill. V letech 1997–1999 byl členem skupiny Bolt Thrower, s níž nahrál album Mercenary z roku 1998. Později vystupoval s bluesovým kytaristou Aynsleyem Listerem, francouzskou elektronickou skupinou Air a hudebníkem Squarepusherem. V letech 2012 až 2013 a znovu od roku 2023 je členem doprovodné skupiny velšského hudebníka Johna Calea. Mimo ně spolupracoval s britskou písničkářkou Bat for Lashes, se kterou nahrál album Two Suns z roku 2009. Později dlouhodobě působil v kapele zpěvačky Anny Calvi. V roce 2024 odehrál turné s Dhanim Harrisonem.
Počínaje rokem 2016 byl členem doommetalové kapely With the Dead, s níž následujícího roku nahrál její druhé album Love from With the Dead.
V roce 2003 vydal jedno vlastní album Two Rooms (Full of Insects) pod pseudonymem Earl Shilton.

## Diskografie
| Rok  | Interpret                  | Album                            |
| ---- | -------------------------- | -------------------------------- |
| 1998 | Bolt Thrower               | Mercenary                        |
| 2002 | Aynsley Lister             | All or Nothing                   |
| 2003 | Earl Shilton               | Two Rooms Full of Insects        |
| 2004 | Badly Drawn Boy            | One Plus One Is One              |
| 2006 | Adem Ilhan                 | Love and Other Planets           |
| 2006 | Badly Drawn Boy            | Born in the U.K.                 |
| 2006 | Supreme Vagabond Craftsman | Just You, Me and the Baby        |
| 2007 | Aynsley Lister             | Upside Down                      |
| 2009 | Bat for Lashes             | Two Suns                         |
| 2010 | Mickey Moonlight           | Love Pattern                     |
| 2011 | Philip Selway              | Running Blind                    |
| 2012 | Air                        | Le voyage dans la lune           |
| 2012 | Ajumi Hamasaki             | Party Queen                      |
| 2013 | Chrome Hoof                | Chrome Black Gold                |
| 2015 | Jean-Benoît Dunckel        | Summer Original Soundtrack       |
| 2016 | John Cale                  | M:FANS                           |
| 2016 | Bloc Party                 | The Love Within (EP)             |
| 2016 | Bloc Party                 | Hymns                            |
| 2016 | Emmett Elvin               | Assault on the Tyranny of Reason |
| 2017 | Anna Calvi                 | Live at Meltdown                 |
| 2017 | With the Dead              | Love from With the Dead          |
| 2017 | Charlotte Hatherley        | True Love                        |
| 2017 | Amy Macdonaldová           | Under Stars                      |
| 2017 | Daniel Pemberton           | All the Money in the World       |
| 2017 | Unkle                      | The Road: Part I                 |
| 2018 | Anna Calvi                 | Hunter                           |
| 2018 | Liela Moss                 | My Name Is Safe in Your Mouth    |
| 2019 | Liela Moss                 | A Little Bit of Rain (EP)        |
| 2019 | Emmett Elvin               | The End of Music                 |
| 2020 | Pictish Trail              | Thumb World                      |
| 2021 | McLeod                     | Brother                          |
| 2021 | Natalie Imbruglia          | Firebird                         |
| 2021 | Imelda May                 | 11 Past the Hour                 |
| 2021 | Yova                       | Nine Lives                       |
| 2023 | Vic Mars                   | The Beacons                      |
| 2024 | James                      | Yummy                            |